# Малеч
Малеч, также Малечь (бел. Малеч) — агрогородок в Берёзовском районе Брестской области Беларуси. Административный центр Малечского сельсовета. Население — 1491 человек (2019).

## География
Агрогородок находится на границе с Пружанским районом в 20 км к юго-западу от города Берёза и в 18 км к юго-востоку от Пружан. Местность принадлежит к бассейну Днепра, вокруг села существует сеть мелиоративных канав со стоком в канал Винец, а оттуда — в Ясельду. Через деревню проходят местные автодороги Берёза — Кабаки — Малеч и Лукомер — Малеч — Горск. Севернее села расположена ж/д платформа Павловичи на магистрали Минск — Брест.

## Геральдика
Герб утверждён решением Малечского сельского исполнительного комитета от 15 сентября 1998 года № 89. Зарегистрирован в Гербовом матрикуле Республики Беларусь 24 сентября 1998 года № 24.

## История

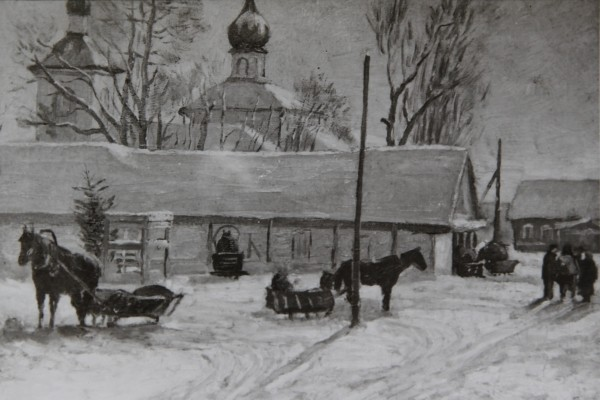
Вид на рынок и церковь в Малече. Фото 1939 года

Первое упоминание о местечке Малеч относится к 1427 году, когда с разрешения великого князя Витовта здесь основывается православный приход.
В «Описании войска Литовского Кобринского повета» 1528 года упоминается некий Фёдор из Мальча. В 1563 году Малеч упоминается в связи со строительством в селении церкви. В конце XVI века село входило в Берестейский повет Берестейского воеводства Великого княжества Литовского.
В 1645 году Малеч получил городские права, став единственным населённым пунктом в истории Берёзовщины, получившим магдебургское право.
После третьего раздела Речи Посполитой (1795 год) в составе Российской империи. В XIX веке имение принадлежало роду Шведов, потом перешел к роду Завадских. В 1864 году местечко Малеч было волостным центром Пружанского уезда Гродненской губернии. В 1886 году действовали школа, две церкви, еврейский молитвенный дом, работали винокуренный и известковый заводы. В 1887 году по проекту губернского архитектора П. И. Золотарёва построено сохранившееся до наших дней здание православной церкви св. Симеона.
В 1897 году население Малеча насчитывало 2082 человека. В конце XIX века в дворянском имении Завадских был построен усадебный дом и заложен большой парк.
В Малече проживала большая еврейская община, евреи жили в селении с конца XVI века. В середине XIX века в Малече действовало три синагоги, в 1898—1903 годах — иешива. В 1878 году в селе жило 660 евреев (55 % населения), в 1897—1201 (55,6 %), в 1921—479 евреев (53 %).

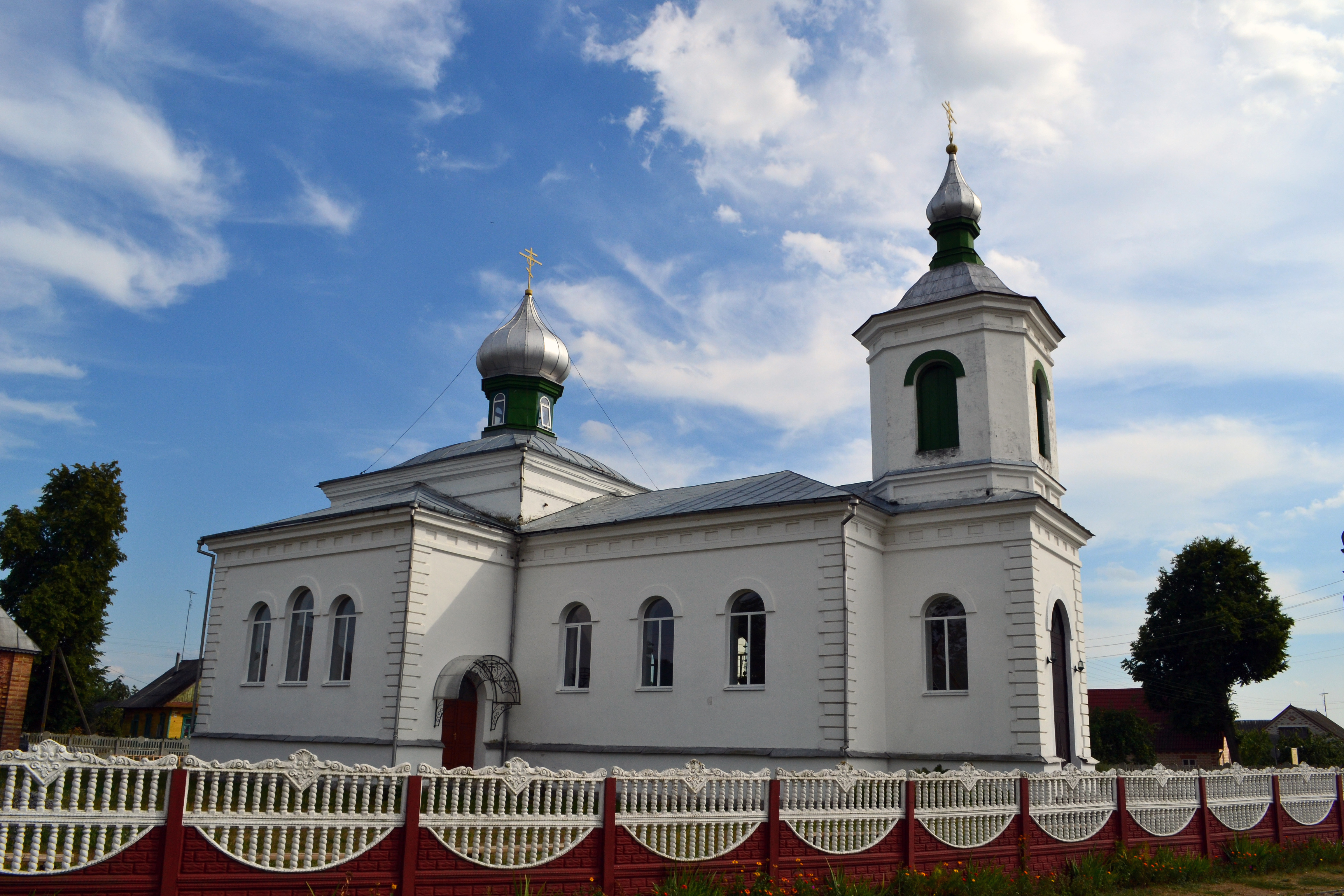
Церковь св. Симеона

С 1915 года занят германскими войсками, с 1919 года до июля 1920 года и с августа 1920 года — армией Польши. В июле-августе 1920 года установлена советская власть. Согласно Рижскому мирному договору (1921) село вошло в состав межвоенной Польши, где принадлежала Пружанскому повету Полесского воеводства. С 1939 года в составе БССР. С 12 декабря 1940 года центр Малецкого сельсовета.
В 1941—1944 годах Малеч был оккупирован нацистами, убиты 22 человека и разрушено 105 домов. Местные евреи были согнаны в гетто, а затем депортированы и убиты в гетто в Берёзе.
В 1965 году установлен обелиск в память о 565 земляках, погибших в годы Великой Отечественной войны. В 1972 году Малеч насчитывал 1656 жителей и 444 дворов, в 1997 году — 2445 жителей и 805 дворов.

## Население
| Численность населения (по годам) | Численность населения (по годам) | Численность населения (по годам) | Численность населения (по годам) | Численность населения (по годам) | Численность населения (по годам) | Численность населения (по годам) | Численность населения (по годам) |
| 1824                             | 1833                             | 1864                             | 1886                             | 1897                             | 1905                             | 1924                             | 1970                             |
| -------------------------------- | -------------------------------- | -------------------------------- | -------------------------------- | -------------------------------- | -------------------------------- | -------------------------------- | -------------------------------- |
| 554                              | ↗827                             | ↘172                             | ↗1428                            | ↗2082                            | ↗3808                            | ↘938                             | ↗1254                            |
| 1972                             | 1998                             | 1999                             | 2005                             | 2009                             | 2019                             |                                  |                                  |
| ↗1656                            | ↗2445                            | ↘2437                            | ↘2016                            | ↘1754                            | ↘1491                            |                                  |                                  |

## Культура
- Дом культуры

## Достопримечательности

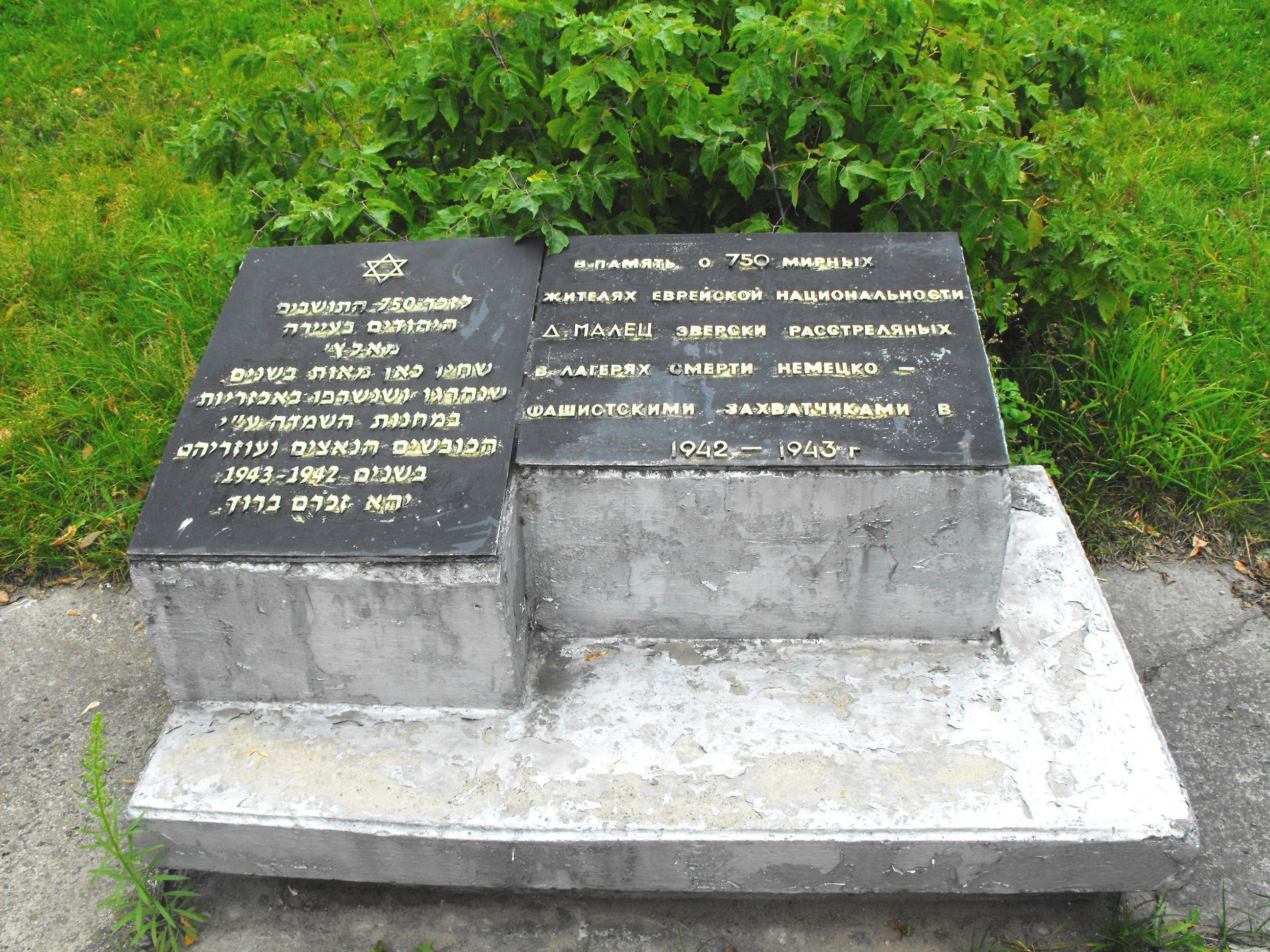
Мемориальный знак в память о погибших евреях

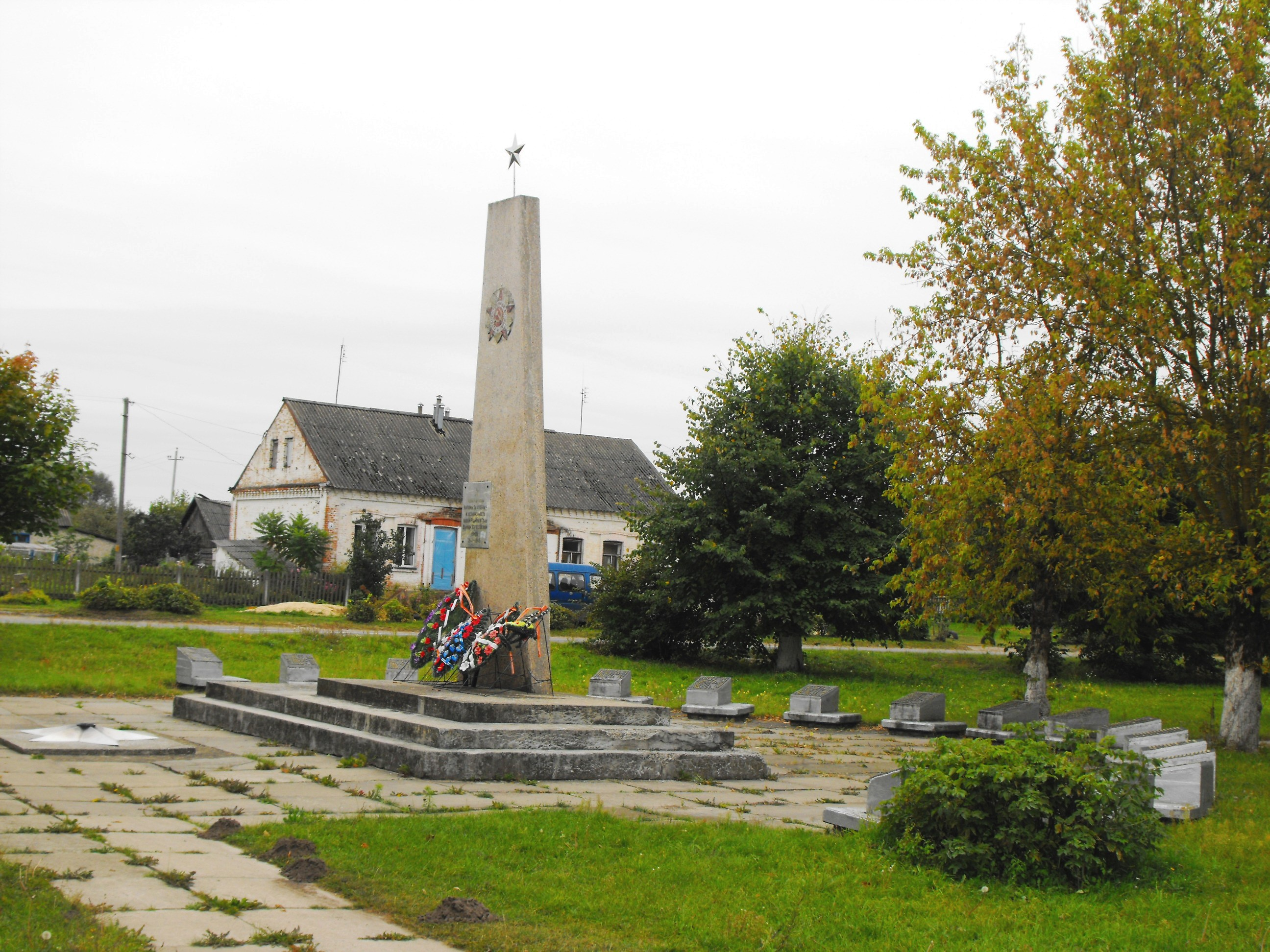
Памятник землякам

- Церковь св. Симеона. Построена в 1887 году.
- Усадьба Завадских. Бывший усадебный дом конца XIX века перестроен под школу.

#### Памятник, скульптура
- Памятник В. И. Ленину
- Памятник-самолёт Су-7У
- Памятник землякам. В память о 565 земляках, погибших в годы Великой Отечественной войны. В 1965 году установлен обелиск[9].
- Мемориальный знак в память о погибших евреях Малеча.

## Известные уроженцы, жители
- Линовский, Николай Осипович (первоначально Нахман Иосифович; 1844 или 1846—1919) — русский писатель.